# Фазенда, Луиз
Луиз Фазенда (англ. Louise Fazenda, 17 июня 1895 — 17 апреля 1962) — американская актриса.

## Биография
Уроженка штата Индиана португальского происхождения. Актёрскую карьеру начала в 1913 году, а вскоре после этого примкнула к Маку Саннету, где стала много сниматься на его студии «Keystone Studios». В начале 1920-х годов Фазенда оставила Саннета в поисках новых ролей и больших гонораров, став в дальнейшем работать на многих крупных студиях Голливуда. Её карьера в кино не угасла и с появлением звука, и актриса вплоть до 1939 года была довольно востребована в мюзиклах и комедиях.
Актриса дважды была замужем. Первый брак закончился разводом, а со вторым супругом, кинопродюсером Хэлом Б. Уоллисом, ставшим отцом её сына, она провела всю последующую жизнь. После завершения карьеры Фазенда много занималась благотворительностью, коллекционировала произведения искусства. Актриса скончалась от инсульта в апреле 1962 года в возрасте 66 лет, и была похоронена на кладбище Инглвуд-Парк в пригороде Лос-Анджелеса. Её вклад в киноиндустрию США отмечен звездой на Голливудской аллее славы.

## Избранная фильмография
- 1924 — Надёжный как сталь — мисс Лидс
- 1927 — Красная мельница — Грехтен
- 1928 — Террор — миссис Элвери
- 1930 — И в дождь, и в зной — Фрэнки
- 1933 — Алиса в Стране чудес — Белая Королева